# 守口駅
守口駅（もりぐちえき）は、大阪府守口市京阪本通二丁目にある、大阪市高速電気軌道 (Osaka Metro) 谷町線の駅。駅番号はT12。

## 歴史
- 1977年（昭和52年）4月6日：谷町線都島 - 当駅間延伸時に開業。当初は終着駅であった。
- 1983年（昭和58年）2月8日：大日までの延伸に伴い中間駅となる。
- 2018年（平成30年）4月1日：大阪市交通局の民営化により、大阪市高速電気軌道 (Osaka Metro) の駅となる。

## 駅構造
島式ホーム1面2線の地下駅で、改札口は1か所のみである。
出入口は大日寄りに1・2号出入口、東梅田寄りに3・4号出入口がある。詳細は外部リンク先を参照のこと。
当駅は東梅田管区駅の所属で、大日駅が管轄している。

### のりば
| 番線 | 路線   | 行先                       |
| ---- | ------ | -------------------------- |
| 1    | 谷町線 | 東梅田・天王寺・八尾南方面 |
| 2    | 谷町線 | 大日方面                   |

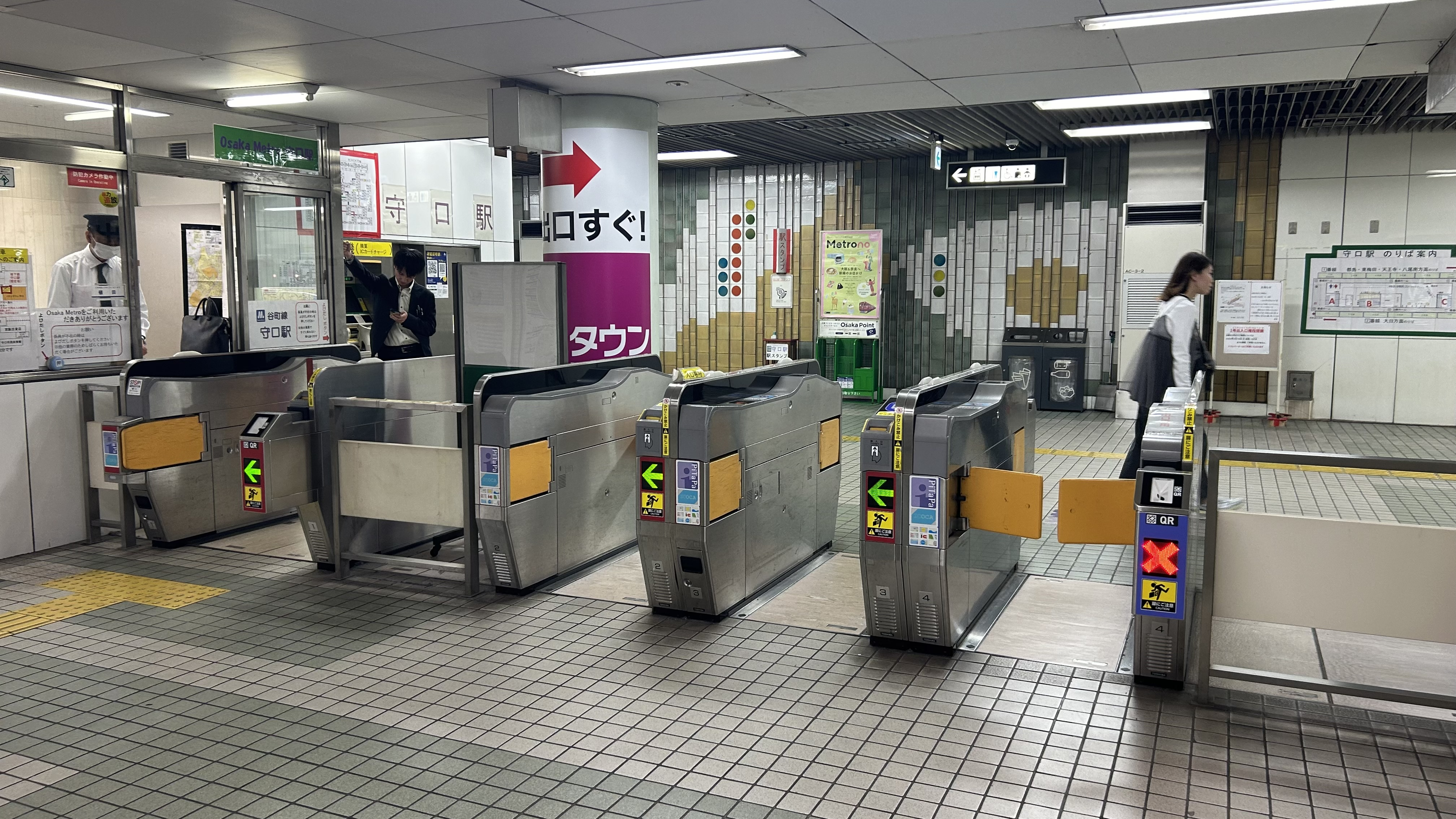
改札口
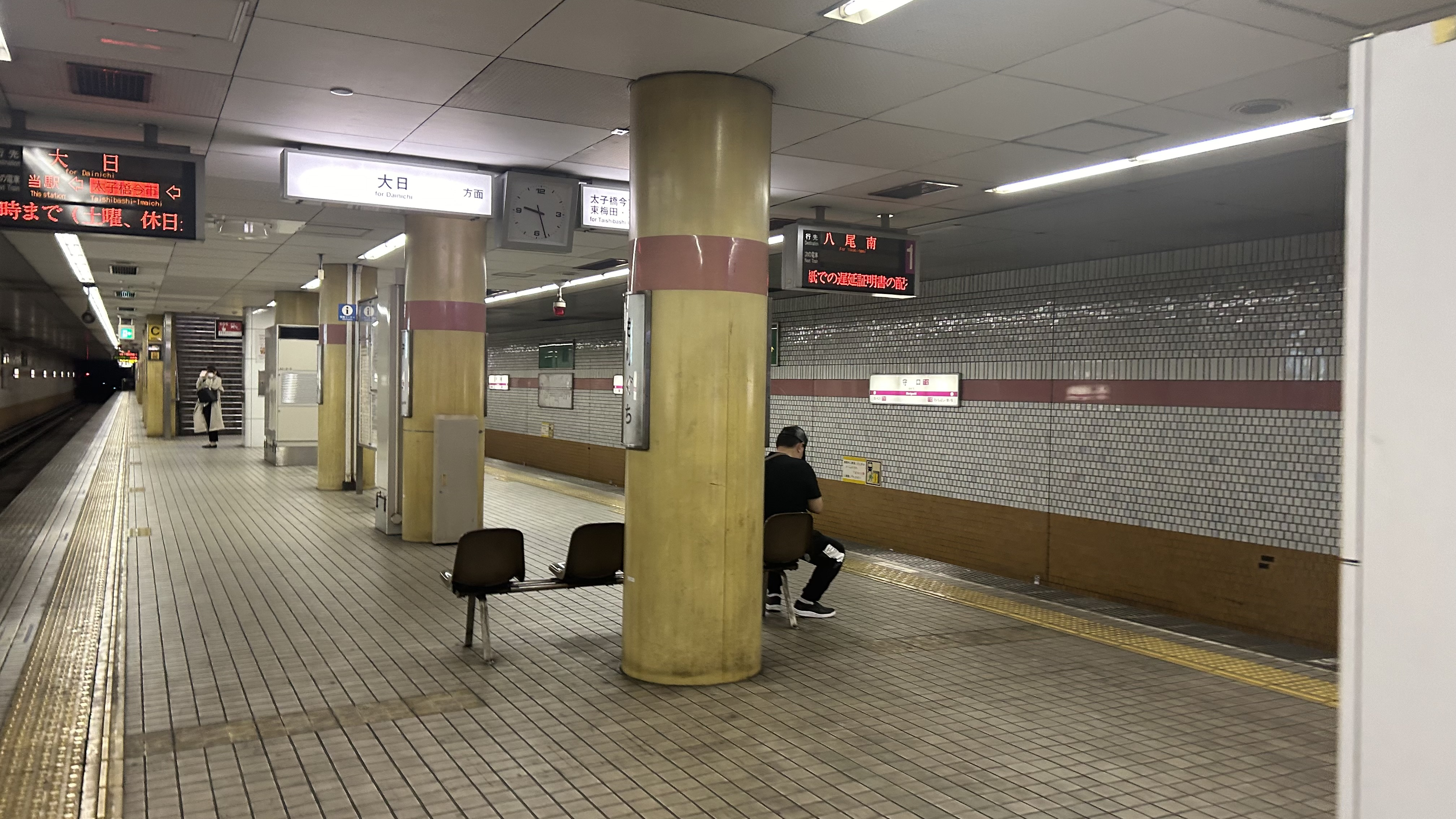
ホーム
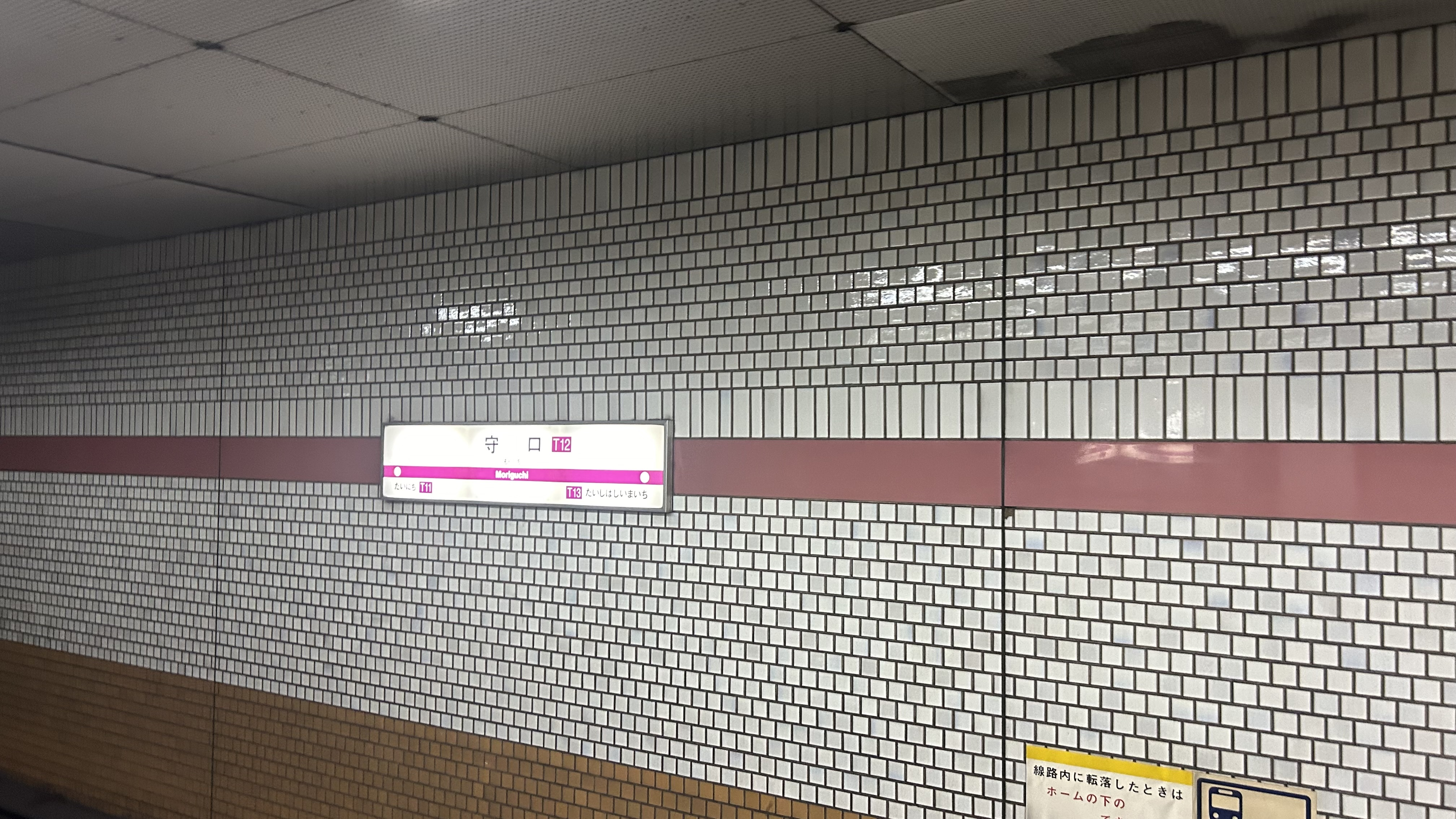
駅名標

### 出口
| 出口番号 | 出口周辺 | 備考             |
| -------- | --- | ---------------- |
| 1        | 守口CIDビル連絡通路・守口年金事務所 大阪法務局守口出張所                                                                               |                  |
| 2        | 守口スポーツプラザ・守口サービスセンター・松下記念病院 シティホール守口・パナソニック本社                                              |                  |
| 3        | 守口市役所・守口警察署・守口郵便局 京阪電車守口市駅・京阪百貨店                                                                        | エレベーターあり |
| 4        | 守口市民会館(さつきホールもりぐち)・守口市教育センター 守口市国際交流センター・中部エリアコミュニティーセンター 中央公民館・守口消防署 |                  |

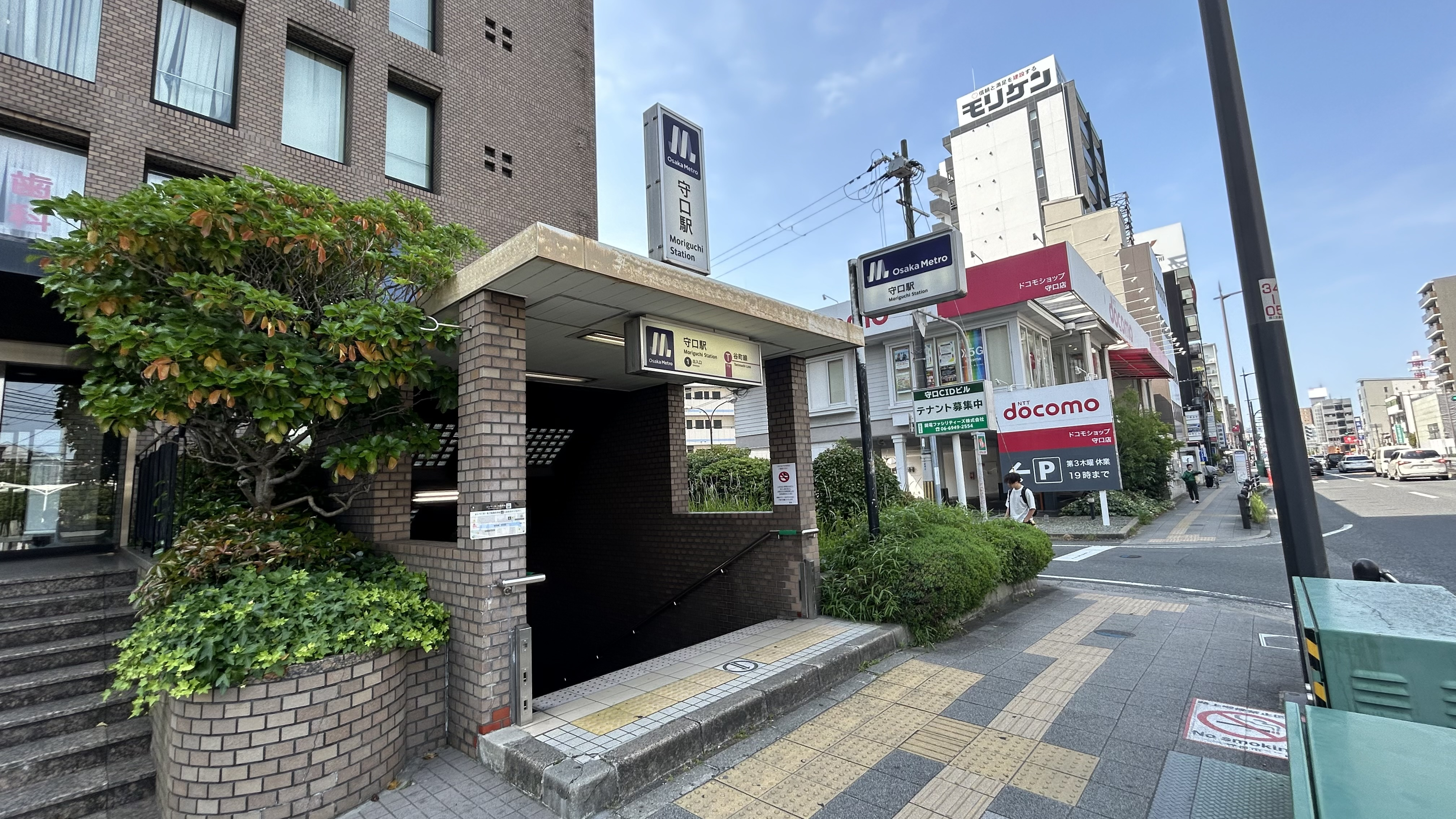
1号出入口
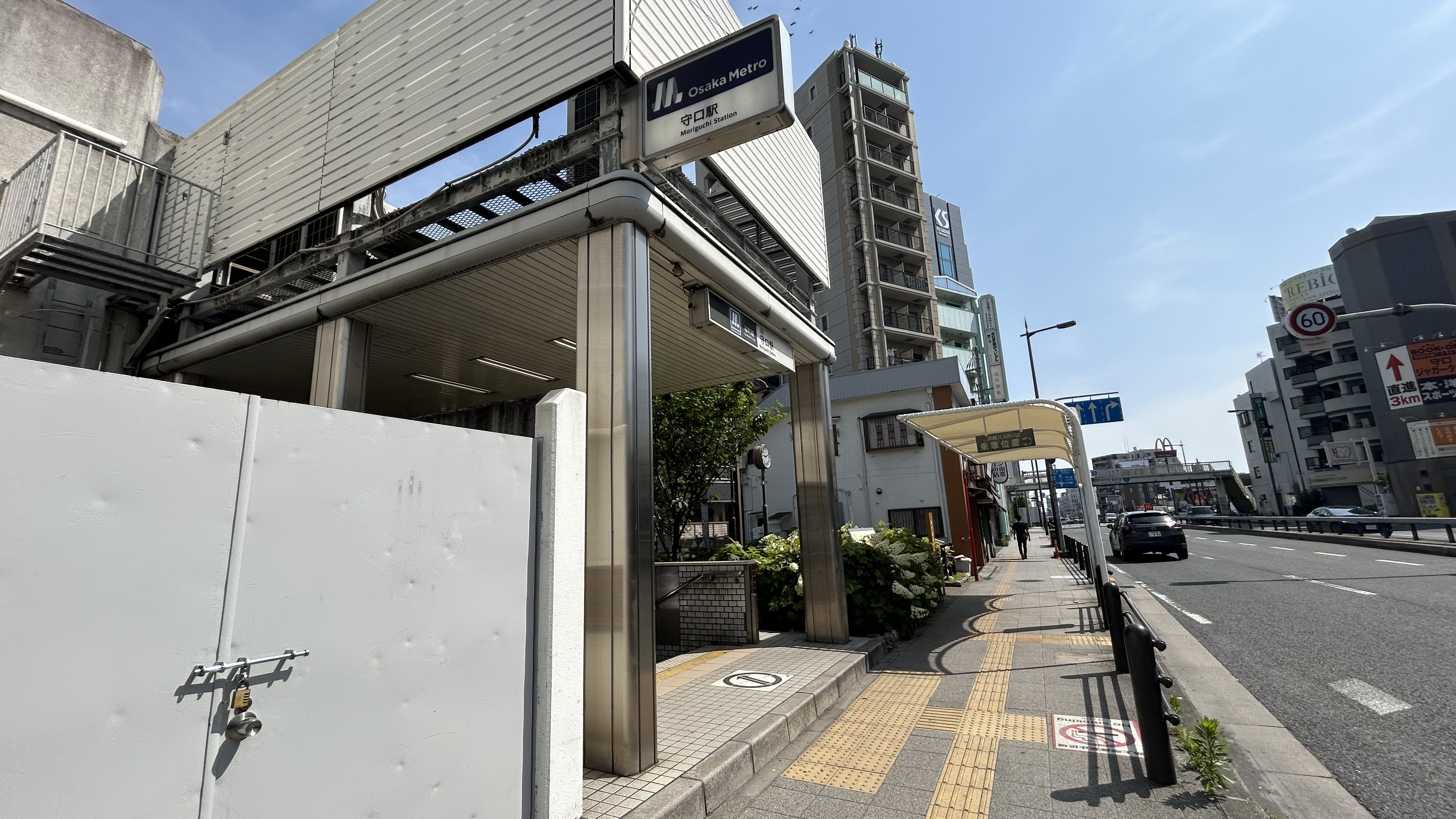
2号出入口
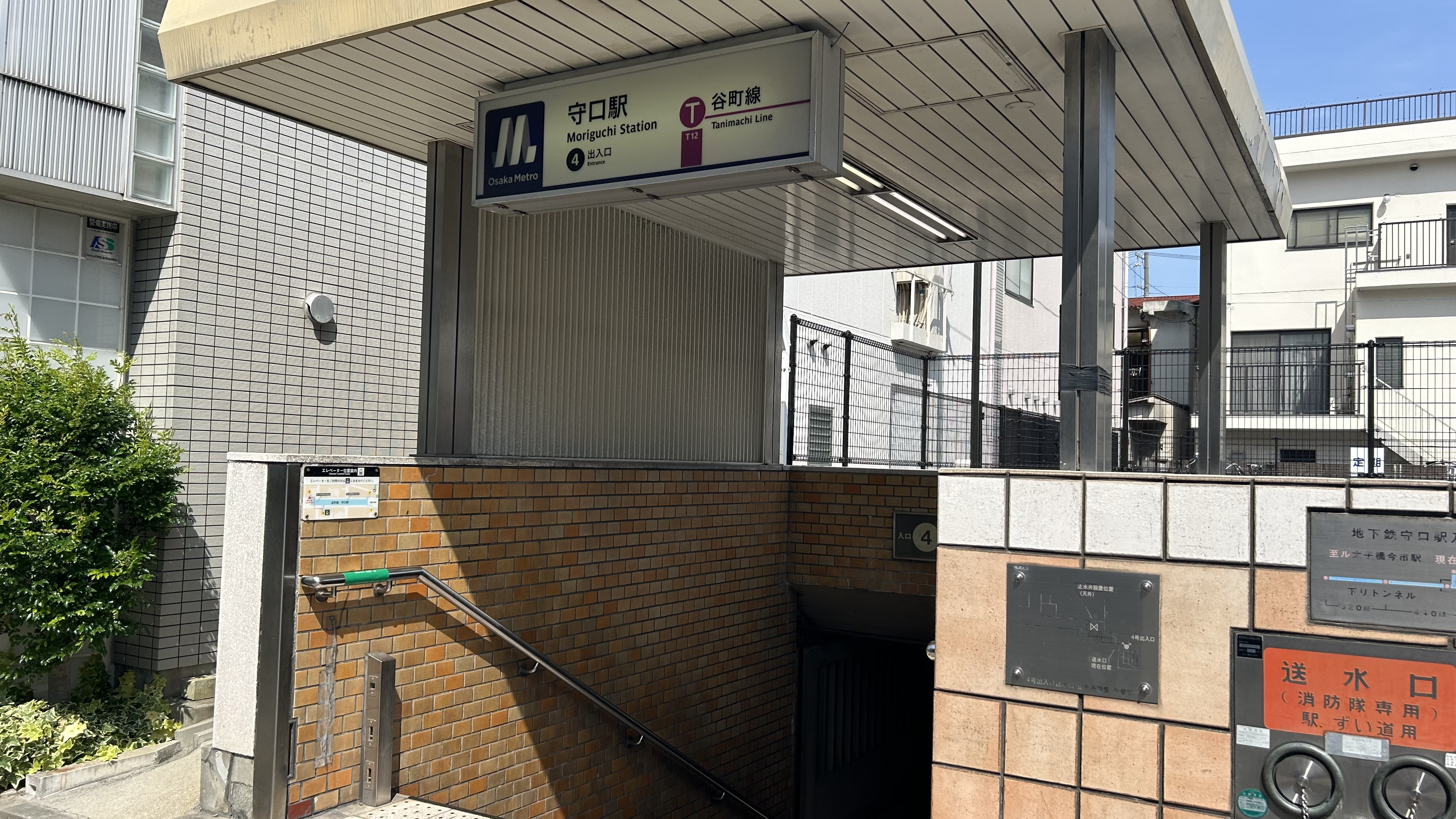
4号出入口

## 特徴
大日駅の配線の関係上、平日のラッシュ時には、大日検車場から出庫した車両による当駅始発の喜連瓜破行きと文の里行きの列車が設定されている。ただし、『守口』の行き先表示幕は用意されているものの、当駅止の旅客列車は、途中駅となった1983年以降はダイヤが乱れた時以外は運行されていない。
定期券売り場は、2006年（平成18年）12月24日の今里筋線開通の際に、太子橋今市駅に移転した。

## 利用状況
2024年11月12日の1日乗降人員は17,238人（乗車人員：8,602人、降車人員：8,636人）であり、谷町線の駅では26駅中16位（他線と合算しない単独駅では第10位）。
各年度の特定日利用状況は下表の通り。なお1995年度の記録については1996年に行われた調査であるが、会計年度上表中に記載の年度となる）。
| 年度               | 調査日   | 乗車人員 | 降車人員 | 乗降人員 | 出典          | 出典          |
| 年度               | 調査日   | 乗車人員 | 降車人員 | 乗降人員 | メトロ        | 大阪府        |
| ------------------ | -------- | -------- | -------- | -------- | ------------- | ------------- |
| 1977年（昭和52年） | 11月18日 | 8,141    | 9,588    | 17,729   |               | [ 大阪府 1 ]  |
| 1981年（昭和56年） | 11月10日 | 10,131   | 9,588    | 19,719   |               | [ 大阪府 2 ]  |
| 1985年（昭和60年） | 11月12日 | 8,417    | 8,545    | 16,962   |               | [ 大阪府 3 ]  |
| 1987年（昭和62年） | 11月10日 | 8,205    | 8,251    | 16,456   |               | [ 大阪府 4 ]  |
| 1990年（平成02年） | 11月06日 | 8,776    | 8,899    | 17,675   |               | [ 大阪府 5 ]  |
| 1995年（平成07年） | 02月15日 | 8,118    | 8,425    | 16,543   |               | [ 大阪府 6 ]  |
| 1998年（平成10年） | 11月10日 | 7,963    | 8,189    | 16,152   |               | [ 大阪府 7 ]  |
| 2007年（平成19年） | 11月13日 | 8,193    | 8,038    | 16,231   |               | [ 大阪府 8 ]  |
| 2008年（平成20年） | 11月11日 | 8,397    | 8,246    | 16,643   |               | [ 大阪府 9 ]  |
| 2009年（平成21年） | 11月10日 | 8,297    | 8,069    | 16,366   |               | [ 大阪府 10 ] |
| 2010年（平成22年） | 11月09日 | 8,258    | 8,175    | 16,433   |               | [ 大阪府 11 ] |
| 2011年（平成23年） | 11月08日 | 8,276    | 8,215    | 16,491   |               | [ 大阪府 12 ] |
| 2012年（平成24年） | 11月13日 | 7,981    | 7,823    | 15,804   |               | [ 大阪府 13 ] |
| 2013年（平成25年） | 11月19日 | 8,019    | 8,117    | 16,136   | [ メトロ 1 ]  | [ 大阪府 14 ] |
| 2014年（平成26年） | 11月11日 | 7,752    | 7,671    | 15,423   | [ メトロ 2 ]  | [ 大阪府 15 ] |
| 2015年（平成27年） | 11月17日 | 8,220    | 8,059    | 16,279   | [ メトロ 3 ]  | [ 大阪府 16 ] |
| 2016年（平成28年） | 11月08日 | 8,254    | 8,179    | 16,433   | [ メトロ 4 ]  | [ 大阪府 17 ] |
| 2017年（平成29年） | 11月14日 | 8,674    | 8,473    | 17,147   | [ メトロ 5 ]  | [ 大阪府 18 ] |
| 2018年（平成30年） | 11月13日 | 8,587    | 8,501    | 17,088   | [ メトロ 6 ]  | [ 大阪府 19 ] |
| 2019年（令和元年） | 11月12日 | 8,723    | 8,585    | 17,308   | [ メトロ 7 ]  | [ 大阪府 20 ] |
| 2020年（令和02年） | 11月10日 | 7,808    | 7,637    | 15,445   | [ メトロ 8 ]  | [ 大阪府 21 ] |
| 2021年（令和03年） | 11月16日 | 7,599    | 7,542    | 15,141   | [ メトロ 9 ]  | [ 大阪府 22 ] |
| 2022年（令和04年） | 11月15日 | 7,965    | 7,885    | 15,850   | [ メトロ 10 ] | [ 大阪府 23 ] |
| 2023年（令和05年） | 11月07日 | 9,228    | 8,755    | 17,983   | [ メトロ 11 ] | [ 大阪府 24 ] |
| 2024年（令和06年） | 11月12日 | 8,602    | 8,636    | 17,238   | [ メトロ 12 ] |               |

## 駅周辺

### 公共施設
- 守口市役所 - 三洋電機本社があった守口第一ビルを買収・移転した。移転前の市役所は現在よりも駅寄りにあった。
- 大阪府守口警察署
- 守口郵便局
- 守口市門真市消防組合守口消防署
- 守口市教育センター
- 守口市中央公民館
- 守口市民会館（さつきホールもりぐち）

### 学校
- 大阪府立淀川工科高等学校（旧：大阪府立淀川工業高等学校）
- 大阪府立芦間高等学校
- 守口市立第一中学校
- 守口市立守口小学校
- 大阪府立守口東高等学校

### その他
- パナソニック本社
- 国道1号
- シティホール守口（守口玉姫ビル）
- マックスバリュ太子橋店
- 京阪百貨店守口店
- 万代 太子橋店

京阪電気鉄道の守口市駅へは直線距離で260メートルほどである。

## バス路線
最寄り停留所は地下鉄守口となる。以下の路線が乗り入れ、京阪バスにより運行されている。
- 東行のりば
  - 寝屋川守口線（1号経路：寝屋川市駅/9号経路：摂南大学）
  - 国道線（4号経路：寝屋川市駅）
- 西行のりば
  - 1・9・4号経路：京阪守口市駅

## 隣の駅
大阪市高速電気軌道 (Osaka Metro)
 谷町線
大日駅 (T11) - 守口駅 (T12) - 太子橋今市駅 (T13)
- ( ) 内は駅番号を示す。

### 記事本文

### 利用状況
1. ↑  大阪府統計年鑑 - 大阪府
2. ↑  路線別駅別乗降人員 - 大阪市高速電気軌道

#### 大阪市高速電気軌道
1. ↑  路線別乗降人員 （2013年11月19日（火）交通調査） (PDF)
2. ↑  路線別乗降人員 （2014年11月11日（火）交通調査） (PDF)
3. ↑  路線別乗降人員 （2015年11月17日（火）交通調査） (PDF)
4. ↑  路線別乗降人員 （2016年11月8日（火）交通調査） (PDF)
5. ↑  路線別乗降人員 （2017年11月14日（火）交通調査） (PDF)
6. ↑  路線別乗降人員 （2018年11月13日（火）交通調査） (PDF)
7. ↑  路線別乗降人員 （2019年11月12日（火）交通調査） (PDF)
8. ↑  路線別乗降人員 （2020年11月10日（火）交通調査） (PDF)
9. ↑  路線別乗降人員 （2021年11月16日（火）交通調査） (PDF)
10. ↑  路線別乗降人員 （2022年11月15日（火）交通調査） (PDF)
11. ↑  路線別乗降人員 （2023年11月7日（火）交通調査） (PDF)
12. ↑  路線別乗降人員 （2024年11月12日（火）交通調査） (PDF)

#### 大阪府統計年鑑
1. ↑  大阪府統計年鑑（昭和53年） (PDF)
2. ↑  大阪府統計年鑑（昭和57年） (PDF)
3. ↑  大阪府統計年鑑（昭和61年） (PDF)
4. ↑  大阪府統計年鑑（昭和63年） (PDF)
5. ↑  大阪府統計年鑑（平成3年） (PDF)
6. ↑  大阪府統計年鑑（平成8年） (PDF)
7. ↑  大阪府統計年鑑（平成11年） (PDF)
8. ↑  大阪府統計年鑑（平成20年） (PDF)
9. ↑  大阪府統計年鑑（平成21年） (PDF)
10. ↑  大阪府統計年鑑（平成22年） (PDF)
11. ↑  大阪府統計年鑑（平成23年） (PDF)
12. ↑  大阪府統計年鑑（平成24年） (PDF)
13. ↑  大阪府統計年鑑（平成25年） (PDF)
14. ↑  大阪府統計年鑑（平成26年） (PDF)
15. ↑  大阪府統計年鑑（平成27年） (PDF)
16. ↑  大阪府統計年鑑（平成28年） (PDF)
17. ↑  大阪府統計年鑑（平成29年） (PDF)
18. ↑  大阪府統計年鑑（平成30年） (PDF)
19. ↑  大阪府統計年鑑（令和元年） (PDF)
20. ↑  大阪府統計年鑑（令和2年） (PDF)
21. ↑  大阪府統計年鑑（令和3年） (PDF)
22. ↑  大阪府統計年鑑（令和4年） (PDF)
23. ↑  大阪府統計年鑑（令和5年） (PDF)
24. ↑  大阪府統計年鑑（令和6年） (PDF)